# Cromatopsia
La cromatopsia es un trastorno de la visión que consiste en percibir los objetos con una coloración que no existe, es decir, que la mayoría de la población ve como blancos. Puede estar producida por la deficiencia de uno o más conos de la retina o por la alteración de los circuitos nerviosos que transmiten los impulsos asociados al color a la corteza cerebral.
Verlos coloreados de rojo (eritropsia) puede ocurrir tras ser operado de cataratas, por sufrir una hemorragia dentro del globo ocular o por afecciones retinianas. También por intoxicaciones sistémicas, como las producidas por setas, monóxido de carbono o hasta por una exposición prolongada al sol. Percibir en azul (cianopsia) se ha descrito en intoxicaciones por alcohol y tras la ingesta de anticonceptivos orales o anfetaminas. La xantopsia o visión amarilla se ha descrito en la intoxicación por digital.